# Šilkas
AB Šilkas war das größte Seide-Gewebe produzierende Unternehmen (Kombinat) in Litauen mit Sitz in Kaunas.  Das Unternehmen beschäftigte 3.100 Mitarbeiter (1982).

## Geschichte
1951 wurde es als eine Filiale der Gewebefabrik Kauno audiniai in Vilijampolė im damaligen Sowjetlitauen gegründet. 1956 wurde sie zum eigenständigen Betrieb Ziberto šilko kombinatas (dt. 'Siebert-Seidekombinat'). 1982 produzierte man 29,4 Mio. Meter Seide-Gewebe und 0,8 Mio. Meter andere Gewebe. Man exportierte in alle Republiken der Sowjetunion sowie nach Polen, Kuba, Bulgarien, Tschechoslowakei, Volksrepublik Nordkorea. Nach der Privatisierung gehörte das Unternehmen Akcinė bendrovė "Šilkas" dem litauischen Konzern EBSW. 2002 wurde es insolvent. Am 26. Januar 2004 wurde es aufgelöst.